# Verrières-en-Anjou
Pour les articles homonymes, voir Verrières.
Verrières-en-Anjou est une commune nouvelle française située dans le département de Maine-et-Loire, en région Pays de la Loire créée en 2016 par la fusion de deux anciennes communes françaises, Saint-Sylvain-d'Anjou et Pellouailles-les-Vignes, qui sont devenues ses communes déléguées.

## Géographie

### Localisation
Verrières-en-Anjou est une commune périurbaine de la première couronne de l'agglomération d'Angers, située à 10 km du centre de cette ville, sur la RD 323 (ex-RN 23) entre Angers et La Flèche.
Elle est traversée par la ligne du Mans à Angers-Maître-École, mais la station de chemin de fer la plus proche est la halte du Vieux-Briollay, desservie  par des TER Pays de la Loire circulant entre Le Mans et Angers-Saint-Laud.

### Communes limitrophes
Les communes limitrophes sont  Le Plessis-Grammoire, Rives-du-Loir-en-Anjou, Saint-Barthélemy-d'Anjou et Écouflant.
|           | Rives-du-Loir-en-Anjou   |                      |
| Écouflant | Verrières-en-Anjou       |                      |
|           | Saint-Barthélemy-d'Anjou | Le Plessis-Grammoire |

### Climat
Pour des articles plus généraux, voir Climat des Pays de la Loire et Climat de Maine-et-Loire.
En 2010, le climat de la commune est de type climat océanique altéré, selon une étude du CNRS s'appuyant sur une série de données couvrant la période 1971-2000. En 2020, Météo-France publie une typologie des climats de la France métropolitaine dans laquelle la commune est exposée à un climat océanique et est dans la région climatique Moyenne vallée de la Loire, caractérisée par une bonne insolation (1 850 h/an) et un été peu pluvieux.
Pour la période 1971-2000, la température annuelle moyenne est de 11,9 °C, avec une amplitude thermique annuelle de 14,2 °C. Le cumul annuel moyen de précipitations est de 650 mm, avec 11,6 jours de précipitations en janvier et 5,8 jours en juillet. Pour la période 1991-2020, la température moyenne annuelle observée sur la station météorologique de Météo-France la plus proche, sur la commune de Montreuil-sur-Loir à 11 km à vol d'oiseau, est de 12,3 °C et le cumul annuel moyen de précipitations est de 697,3 mm,. Pour l'avenir, les paramètres climatiques de la commune estimés pour 2050 selon différents scénarios d'émission de gaz à effet de serre sont consultables sur un site dédié publié par Météo-France en novembre 2022.

## Urbanisme

### Typologie
Au 1er janvier 2024, Verrières-en-Anjou est catégorisée petite ville, selon la nouvelle grille communale de densité à sept niveaux définie par l'Insee en 2022.
Elle appartient à l'unité urbaine d'Angers, une agglomération intra-départementale regroupant douze  communes, dont elle est une commune de la banlieue,. Par ailleurs la commune fait partie de l'aire d'attraction d'Angers, dont elle est une commune de la couronne. Cette aire, qui regroupe 81 communes, est catégorisée dans les aires de 200 000 à moins de 700 000 habitants,.

### Habitat
| Logements                                        | Nombre en 2008 | % en 2008 | nombre en 2014 | % en 2014 | nombre en 2020 | % en 2020 |
| ------------------------------------------------ | -------------- | --------- | -------------- | --------- | -------------- | --------- |
| Total                                            | 2 639          | 100 %     | 2 951          | 100 %     | 3 497          | 100 %     |
| Résidences principales                           | 2 537          | 96,1 %    | 2 719          | 92,1 %    | 3 197          | 91,4 %    |
| → Dont HLM                                       | 403            | 15,9 %    | 529            | 19,5 %    | 704            | 22,0 %    |
| Résidences secondaires et logements occasionnels | 16             | 0,6 %     | 109            | 3,7 %     | 131            | 3,7 %     |
| Logements vacants                                | 86             | 3,3 %     | 123            | 4,2 %     | 169            | 4,8 %     |
| Dont :                                           |                |           |                |           |                |           |
| → maisons                                        | 2 190          | 83,0 %    | 2 324          | 78,7 %    | 2 638          | 75,5 %    |
| → appartements                                   | 364            | 13,8 %    | 456            | 15,4 %    | 686            | 19,6%     |

## Toponymie
Ce nom rappelle la forêt de Verrières, qui couvrait tout le secteur au nord-est d’Angers, entre la Loire et le Loir, au Moyen Âge.
Selon le dictionnaire historique du Maine et Loire, « le nom implique à l’évidence l’existence d’anciens centres de verreries utilisant le bois de la forêt et sans doute le sable de la Loire ». Une étymologie qui pourrait  dériver du latin vitriniacum.
Le premier conseil municipal du 7 janvier 2016 de la commune nouvelle a adopté le nom des habitants de Verrières-en-Anjou : les Verrois et les Verroises.

## Histoire
Créée par un arrêté préfectoral du 1er décembre 2015 qui a pris effet le 1er janvier 2016, elle est issue du regroupement des deux communes de Pellouailles-les-Vignes et Saint-Sylvain-d'Anjou qui deviennent des communes déléguées.
Il convient de se reporter aux articles consacrés aux anciennes communes fusionnées.

## Politique et administration

### Rattachements administratifs et électoraux
La commune nouvelle se trouve depuis sa création dans l'arrondissement d'Angers du département de Maine-et-Loire.
Pour les élections départementales, la commune nouvelle fait partie depuis 2014 du canton d'Angers-6.
Pour l'élection des députés, elle fait partie de la première circonscription de Maine-et-Loire.

### Intercommunalités
Verrières-en-Anjou est membre depuis sa création de la communauté urbaine dénommée Angers Loire Métropole, un établissement public de coopération intercommunale (EPCI) à fiscalité propre créé à la même date et auquel la commune avait transféré un certain nombre de ses compétences, dans les conditions déterminées par le code général des collectivités territoriales.
Cette communauté urbaine provient de la transformation de la communauté d’agglomération du Grand Angers (renommée en 2005 Angers Loire Métropole et qui succédait au District urbain d'Angers dont étaient déjà membres les anciennes communes de Pellouailles-les-Vignes et de Saint-Sylvain-d’Anjou .
La communauté urbaine est elle-même membre du syndicat mixte Pôle métropolitain Loire Angers.

### Tendances politiques et résultats
Au  premier tour des élections municipales de 2020 en Maine-et-Loire, la liste DVD mebée par le maire sortant François Gernigon obtient la majorité absolue des suffrages exprimés, avec 1 606 voix (65,12 %, 28 conseillers municipaux élus dont 2 communautaires), devançant très largement celle DIV menée par Didier Simon, qui a recueilli 860 voix (34,87 %, 5 conseillers municipaux élus).
Lors de ce scrutin marqué par la pandémie de Covid-19 en France, 56,71 % des électeurs se sont abstenus.

### Administration municipale
De la fusion en 2016 aux élections municipales de 2020, le conseil municipal est composé de l'ensemble des 46 conseillers municipaux élus dans les deux anciennes communes en 2014. Pour le mandat 2020-2026, le conseil municipal comprend 33 membres, dont le maire et ses adjoints.

### Liste des maires
| Période       | Période                    | Identité          | Étiquette         | Qualité |
| ------------- | -------------------------- | ----------------- | ----------------- | --- |
| janvier 2016  | juillet 2022               | François Gernigon | DVD puis Horizons | Cadre comptable Maire de l'ex-commune de Saint-Sylvain-d'Anjou (2014 → 2015) Maire-délégué de Saint-Sylvain-d'Anjou (2016 → 2020) Conseiller départemental d'Angers-6 (2015 → ) Député de Maine-et-Loire (1re circ.) (2022 → ) Démissionnaire à la suite de son élection comme député |
| juillet 2022, | En cours (au 27 juin 2023) | Geneviève Stall   | DVD               | Maire déléguée de Saint-Sylvain-d'Anjou (2020 → 2022) |

### Communes déléguées
Pellouailles-les-Vignes et Saint-Sylvain-d’Anjou sont devenues des communes déléguées de Verrières-en-Anjou. De 2022 aux élections municipales de 2026, leurs maires délégués sont respectivement Jean-Pierre Mignot et Éric Michaud.

## Population et société

### Démographie

#### Évolution démographique
La population des anciennes communes puis de la commune nouvelle est connue par les recensements menés régulièrement par l'Insee. Ces chiffres concernent le territoire de l'actuelle commune nouvelle.
En 2025, la commune nouvelle comptait 7 946 habitants.
| 1968  | 1975  | 1982  | 1990  | 1999  | 2009  | 2014  | 2020  |
| ----- | ----- | ----- | ----- | ----- | ----- | ----- | ----- |
| 2 114 | 2 991 | 3 547 | 5 184 | 6 707 | 6 942 | 6 977 | 7 534 |

#### Pyramide des âges
En 2018, le taux de personnes d'un âge inférieur à 30 ans s'élève à 34,9 %, soit un taux inférieur à la moyenne départementale (37,2 %). À l'inverse, le taux de personnes d'un âge supérieur à 60 ans (23,8 %) est inférieur au taux départemental (25,6 %).
En 2018, la commune comptait 888 hommes pour 913 femmes, soit un taux de 50,70 % de femmes, inférieur au taux départemental (51,37 %).
Les pyramides des âges de la commune et du département s'établissent comme suit :
| Hommes | Classe d’âge | Femmes |
| ------ | ------------ | ------ |
| 0,5    | 90 ou +      | 1,1    |
| 6,6    | 75-89 ans    | 8,2    |
| 15,2   | 60-74 ans    | 15,9   |
| 24,3   | 45-59 ans    | 25,2   |
| 17,0   | 30-44 ans    | 16,1   |
| 17,3   | 15-29 ans    | 16,6   |
| 19,1   | 0-14 ans     | 16,9   |

| Hommes | Classe d’âge | Femmes |
| ------ | ------------ | ------ |
| 0,9    | 90 ou +      | 2,1    |
| 7      | 75-89 ans    | 9,5    |
| 16,2   | 60-74 ans    | 16,9   |
| 19,4   | 45-59 ans    | 18,7   |
| 18,2   | 30-44 ans    | 17,5   |
| 18,8   | 15-29 ans    | 17,6   |
| 19,5   | 0-14 ans     | 17,6   |

## Économie
Il convient de se reporter aux articles consacrés aux anciennes communes fusionnées.

## Culture locale et patrimoine
Il convient de se reporter aux articles consacrés aux anciennes communes fusionnées.